# Pearson (Georgia)
Pearson is een plaats (city) in de Amerikaanse staat Georgia, en valt bestuurlijk gezien onder Atkinson County.

## Demografie
Bij de volkstelling in 2000 werd het aantal inwoners vastgesteld op 1805.
In 2006 is het aantal inwoners door het United States Census Bureau geschat op 1911, een stijging van 106 (5,9%).

## Geografie
Volgens het United States Census Bureau beslaat de plaats een oppervlakte van
7,5 km², geheel bestaande uit land. Pearson ligt op ongeveer 62 m boven zeeniveau.

## Plaatsen in de nabije omgeving
De onderstaande figuur toont nabijgelegen plaatsen in een straal van 36 km rond Pearson.